# Fluoreto de permanganila
O fluoreto de permanganila ou oxitrifluoreto de manganês (VII) é um composto químico de manganês, oxigênio e flúor com a fórmula química MnO
3F
. É um líquido verde diamagnético volátil extremamente oxidante, corrosivo, relativamente instável e explosivo, que, assim como o heptóxido de dimanganês, tem a propriedade de atear fogo ou explodir em contato com compostos orgânicos. Quando mantido acima de 0°C, o composto se decompõe lentamente, ou ocasionalmente violentamente, com formação de uma chama e uma fumaça marrom. É um dos raros compostos metálicos que são líquidos à temperatura ambiente. Sua decomposição libera pequenas quantidades de gás flúor.
Esse composto de alta valência do manganês foi detectado na década de 1880, mas só foi purificado e cristalizado muito mais recentemente.

## Síntese

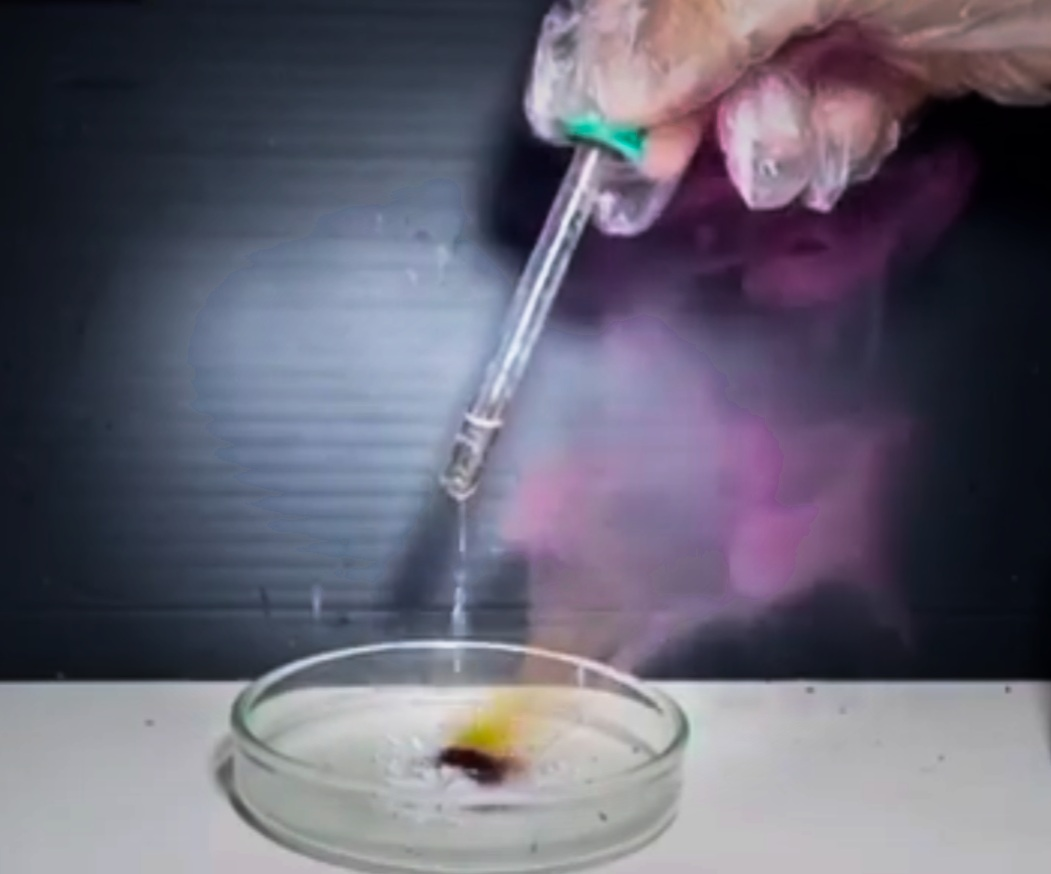
Síntese do Fluoreto de permanganila a partir da reação entre permanganato de potássio e fluoreto de sódio secos e ácido sulfúrico concentrado. Pode-se observar a liberação de vapores verdes que se tornam roxos pela reação com a umidade do ar.

O fluoreto de permanganila pode ser preparado a partir da reação entre ácido fluorossulfúrico e permanganato de potássio:
KMnO
4 + HSO
3F → MnO
3F + KHSO
4
Também pode ser formado pela reação entre o permanganato de potássio e o fluoreto de hidrogênio anidro:
KMnO
4 + 2HF → MnO
3F
 + KHF
2
 + H
2O

Alternativamente, pode ser obtido pela mistura entre o permanganato de potássio, um sal de fluoreto e ácido sulfúrico concentrado a 98% na ausência de água:
KMnO
4
 + KF + 3H
2SO
4 —> MnO
3F
 + 2KHSO
4
 + H
2SO
4•H
2O

## Reações
MnO
3F
 é um líquido verde-escuro que fumega ao ar. Ele inicialmente libera vapores verdes, que rapidamente hidrolisam em contato com a umidade do ar produzindo fumos arroxeados formados por um aerossol de gotículas esbranquiçadas de ácido fluorídrico e partículas violáceas de ácido permangânico hidratado (permanganato de hidrônio):
MnO
3F
(g) + 3H
2O
(g) —> HF•H
2O
(l) + (H
3O)MnO
4
(s)
O fluoreto de permanganila hidrolisa violentamente em água para formar uma solução púrpura de ácido permangânico e ácido fluorídrico.
MnO
3F
(l) + 2H
2O
(l) —> HF(aq) + HMnO
4
(aq)
Devido à liberação de ácido fluorídrico em contato com umidade, o fluoreto de permanganila é altamente corrosivo, atacando o vidro e causando danos gravíssimos aos tecidos biológicos.
Ao ser aquecido, o fluoreto de permanganila pode sofrer decomposição (por vezes violenta) liberando uma fumaça marrom-escura contendo dióxido de manganês, gás oxigênio e gás flúor:
2MnO
3F
(l) —> 2MnO
2
(s) + O
2
(g) + F
2
(g)
Sendo, assim, um dos poucos compostos cuja decomposição libera flúor elementar.

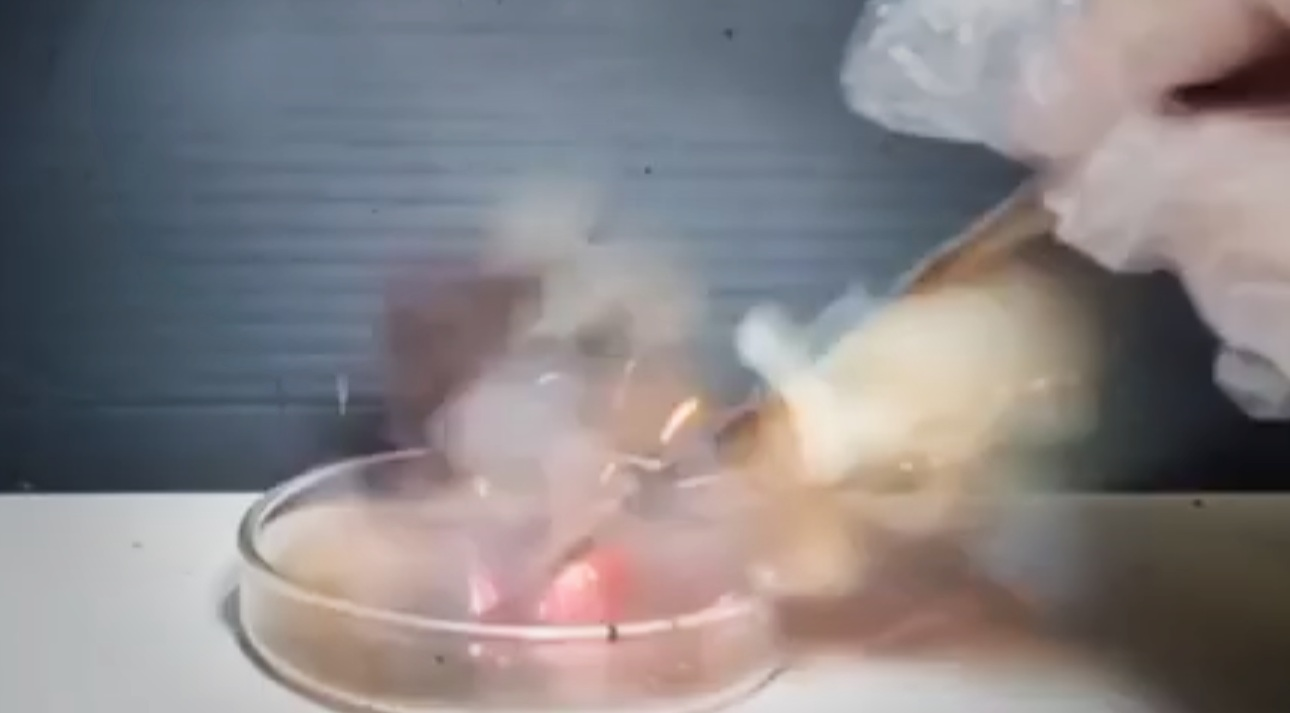
Explosão do fluoreto de permanganila em contato com enxofre elementar, liberando uma fumaça marrom contendo dióxido de manganês, dióxido de enxofre e hexafluoreto de enxofre.

O composto reage com enxofre elementar para formar óxidos e fluoretos de enxofre:[carece de fontes?]
6MnO
3F
(l) + 4S(s) —> 6MnO
2
(s) + 3SO
2
(g) + SF
6
(g)
MnO
3F
 reage violentamente com compostos orgânicos, causando sua combustão espontânea ou por vezes explosões. Os produtos formados são MnO
2, CO
2, H
2O e HF
.
2MnO
3F
 + CH
3OH
 —> 2MnO
2 + CO
2 + H
2O + 2HF

## Propriedades
MnO
3F
 é um líquido de cor verde que fumega ao ar com vapores da mesma cor, os quais rapidamente hidrolisam em contato com o ar úmido resultando em fumos roxos. É um agente oxidante extremamente energético, relativamente instável e potencialmente explosivo. Sua combinação de poder oxidante, explosividade e liberação de ácidos quentes, tóxicos e muito corrosivos em sua hidrólise o tornam um composto químico extremamente perigoso.
Fluoreto de permanganila cristaliza como um monômero, como confirmado por cristalografia de raios X. As moléculas são tetraédricas com distâncias Mn-O e Mn-F de 1,59 e 1,72 Å, respectivamente. As moléculas se organizam de forma relativamente desordenada no sólido.
Em contraste com MnO
3F
, TcO
3F
 e ReO
3F
 têm estruturas mais complexas como sólidos. O composto de rênio cristaliza como cadeias ou anéis consistindo de octaedros de pontes de flúor. TcO
3F
 cristaliza como dímeros com pontes de flúor.  O composto de rênio também forma adutos estáveis com bases de Lewis, enquanto o MnO
3F
 é instável na presença de bases de Lewis.

## Precauções
MnO
3F
 é um composto muito perigoso: é altamente oxidante, potencialmente explosivo e sua hidrólise é muito exotérmica e libera ácidos muito corrosivos. O contato com a pele resulta em graves queimaduras, causadas pelo calor intenso liberado na hidrólise, pelo poder oxidante agressivo do próprio MnO
3F
 e também do ácido permangânico liberado e também pela acidez extrema do HMnO
4
 e do extremamente corrosivo ácido fluorídrico. O contato com o composto também pode causar envenenamento por flúor e por manganês.
Na presença de umidade, o MnO
3F
 libera ácido fluorídrico, que ataca o vidro. O composto também pode oxidar o plástico, de forma que é difícil armazená-lo. Também não é recomendável armazenar esse composto, pois ele pode eventualmente explodir.